# 33437 Ordenovic
33437 Ordenovic este o planetă minoră (asteroid), cu un diametru de 2,131 km, din centura de asteroizi. A fost descoperită pe 22 martie 1999 la Stația Anderson Mesa de Lowell Observatory Near-Earth-Object Search. 
Obiectul prezintă o orbită caracterizată de o semiaxă mare de 2,4118486 UAi, o excentricitate de 0,13, o înclinație de 3,47283 ° în raport cu ecliptica.